# Amata turbidepicta
Amata turbidepicta är en fjärilsart som beskrevs av Hermann Stauder 1921. Amata turbidepicta ingår i släktet Amata och familjen björnspinnare. Inga underarter finns listade i Catalogue of Life.